# Grube Junger Mann
Die Grube Junger Mann lag in den Gemarkungen von Müsen (zu Hilchenbach) und Ferndorf (zu Kreuztal) im nördlichen Siegerland. Abgebaut wurden Bleiglanz, Zinkblende sowie Braun- und Spateisenstein in bis zu 3 m mächtigen Erzgängen. In den oberen Teufen kamen vorwiegend Zinkblende und Weißbleierz vor.
Am 28. Februar 1835 wurden Bergrechte verliehen, bereits vor 1722 wurde ein Stollen angelegt. Vor 1850 fand eine Konsolidation mit der Grube Glücksanfang statt. Ab 1826 wurde Gesenkbau betrieben, 1835 wurde ein Schacht angelegt. Der 2 × 2 m große Schacht wurde 1941 abgedeckt. 1885 hatte die Grube ihre Blütezeit. Um 1900 wurde sie stillgelegt.